# Enquête nationale sur les transports et les déplacements
L'enquête nationale sur les transports et les déplacements (ENTD) est une enquête statistique réalisée tous les 10 ans depuis 1966 par l'INSEE, l'IFSTTAR et le ministère chargé des transports. L'objectif de l'enquête est la connaissance des déplacements des ménages résidant en France métropolitaine et de leur usage des moyens de transport tant collectifs qu'individuels. Elle permet d'avoir une vision globale et cohérente de la mobilité et d'analyser le parc de véhicules dont disposent les ménages et de leur usage.

## Description
Pour l'enquête 2007-2008, 20 220 ménages résidant en France métropolitaine ont été interrogés, 11 700 pour l'échantillon national et le reste pour les extensions régionales faites en Île-de-France, Pays de la Loire, Bretagne, Languedoc-Roussillon et Midi-Pyrénées.
Les thèmes abordés sont :
- déplacements, de courte et longue distance, des ménages et de leurs membres, selon les différents modes de transport utilisés ;
- connaissance du parc de véhicules détenus par les ménages.

## Liste des enquêtes réalisées
Cinq enquêtes ont été réalisées depuis le lancement de l'enquête : 1966-1967, 1973-1974, 1981-1982, 1993-1994 et 2007-2008.